# Knoll (companie)
Knoll este o companie de design care produce sisteme de birotică, stocare și organizare a informației, mobilier de birou, textile și accesorii. Fondată în 1938, fiind recunoscută ca un lider mondial de design și design industrial, firma a beneficiat indirect de-a lungul anilor de aportul a numeroși designeri și arhitecți de valoare mondială, întrucât a vândut mereu mobilier produs de cunoscuții Ludwig Mies van der Rohe, Harry Bertoia, Frank Gehry, Maya Lin și Eero Saarinen.

## Istoric
Compania a fost fondată în New York City în 1938 de către Hans Knoll. Unitățile de producere au fost mutate în statul Pennsylvania în 1940. După decesul lui Hans în 1955, soția acestuia Florence Knoll a preluat conducerea companiei. Conducerea companiei se găsește în East Greenville, Pennsylvania, având trei alte importante unități manufecturiere, în Toronto, Grand Rapids și Muskegon. Actualmente fiind o companie pe acțiuni, Knoll este listată la New York Stock Exchange (cunoscută sub acronimul NYSE).

## Sustainable design

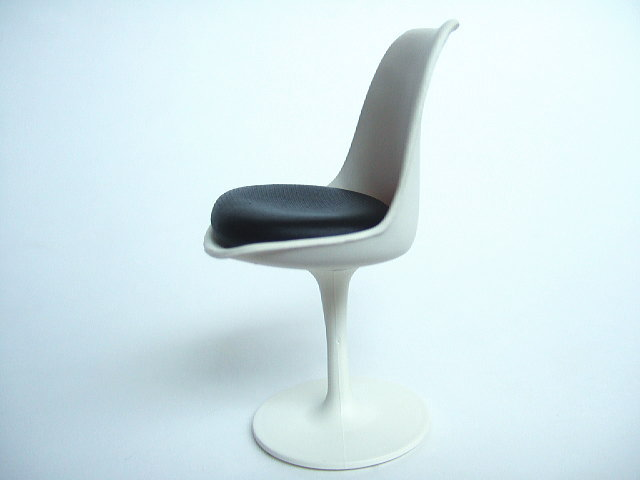
Scaunul lalea, designat pentru Knoll de Eero Saarinen în anul 1956.

Knoll este una din companiile lider în practici de design menite să protejeze natura în general, biosfera în particular, să conserve resusele naturale și să reducă pierderile. Compania a creat relații de parteneriat cu organizații precum GreenGuard Environmental Institute, United States Green Building Council, Forest Stewardship Council și International Organization for Standardization pentru a adera la conceptul de auto-menținere. Knoll a fost de asemenea prima companie realizatoare de mobilier care să adere la Chicago Climate Exchange ca rezultat al participării ne-partizane în cadrul grupului Energy and Climate Change Group al organizației non-profit Clinton Global Initiative.
Multe din produsele firmei Knoll sunt produse reciclabile și nedăunătoare mediului, dintre care cel mai cunoscut este Life Chair. Acest produs este calificat Sustainable Gold conform standardelor SMaRT, ceea ce înseamnă că folosește materiale minimale, reciclabile sau cu conținut reciclabil și că prezintă materiale textile nedăunătoare mediului.

## Produse notabile

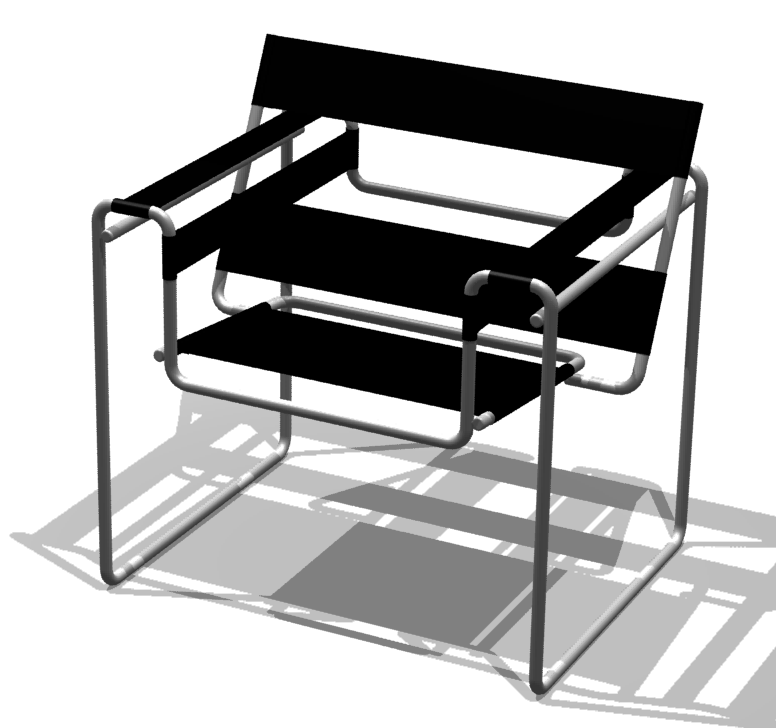
Cunoscutul Scaunul Wassily de Marcel Breuer.

Multe dintre produsele companiei sunt incluse în colecții de design a diferite muzee.  
- In 1956 the company commissioned Eero Saarinen to design the Tulip chair for production.
- In 1953 the company was accorded exclusive manufacturing and sales rights to Ludwig Mies van der Rohe furniture, including the Barcelona chair designed for the 1929 Barcelona Pavilion.
- Compania are drepturile de producție a Scaunului Wassily (conform, Wassily Chair), realizat de Marcel Breuer
- În 1947, compania Knoll a cumpărat drepturile exclusive de producție în Statele Unite a Scaunului Hardoy (conform, Hardoy chair) cunoscut și ca Scaunul fluture ("Buttefly chair") realizat de Jorge Ferrari-Hardoy. Imediat imitații ieftine au inundat piața. Deși Knoll took a acționat drepturile sale în justiție, în final a pierdut procesul prin care compania reclama copyright infringement; ca atare, modelul a fost scos din producție în 1951.

## Listă de designeri
| - Raul de Armas - Tim van Campen - Gerald Abramovitz - Paul Aferiat - Anni Albers - Franco Albini - Don Albinson - Marc Alessandri - Davis Allen - Emilio Ambasz - Sergio Asti - Gae Aulenti - Enrico Baleri - Jhane Barnes - Wolf Bauer - Anne Beetz - Hans Bellman - Jeffrey Bernett - Marc Berthier - Harry Bertoia - Ayse Birsel - Cini Boeri - Antonio Bonet - Marcel Breuer - Lewis Butler - Vincent Cafiero - Achille Castiglioni - Pier Giacomo Castiglioni - Don Chadwick - Andreas Christen - Colebrook Bosson Saunders - Stephan Copeland - Pepe Cortès - Dorothy Cosonas - Lise-Anne Couture - Jonathan Crinion - Joseph D’Urso - Robert DeFuccio - Niels Diffrient - Peter Eisenman - Jim Eldon - Dale Fahnstrom - Jorge Ferrari-Hardoy - Formway Design - Neil Frankel - Enrico Franzolini - Emanuela Frattini Magnusson | - Gianfranco Frattini - Dino Gavina - Frank Gehry - Rudi Gernreich - Alexander Girard - Charles Gwathmey - Paul Haigh - Peter Hamburger - Bruce Hannah - Eszter Haraszty - Christa Haussler - Robert and Trix Haussmann - Marc Held - Sheila Hicks - Evelyn Hill - Hans Hollien - Suzanne Huguenin - Dragomir Ivièeviæ - Arne Jacobsen - Pierre Jeanneret - Florence Knoll Bassett - Donald R. Knorr - Antti Kotilainen - Robert Kulicke - Lawrence Laske - Gary Lee - Angelo Lelii - Marc Lepage - Maya Lin - Piero Lissoni - Living Divani - Josep Lluscà - Ross Lovegrove - Roberto Lucci - Vico Magistretti - Erik Magnussen - Carl Magnusson - Angelo Mangiorotti - Marco Maran - Roberto Sebastian Matta - Herbert Matter - Maxdesign - Michael McCoy - Richard Meier - Lucia Mercer - Clay Michie - Ludwig Mies van der Rohe | - Abbott Miller - Andrew Morrison - Pascal Mourgue - George Nakashima - Isamu Noguchi - Kurt Nordstrom - Paolo Orlandini - Lloyd Pearson - Max Pearson - Jorge Pensi - Don Petitt - Charles Pfister - Piiroinen - Warren Platner - Charles Pollock - James Prestini - Adrian Pulfer și Parry Merkley - Christine Rae - Ralph Rapson - Hani Rashid - Jorgen Rasmussen - Robert Reuter - Carlos Riart - Linda și Joseph Ricchio - Jens Risom - Charles Rozier - Eero Saarinen - Richard Sapper - Tobia Scarpa - Richard Schultz (designer) - Mathias Seiler, (pentru Sedus Design) - Robert Siegel - Ettore Sottsass - Peter Stamberg - Bill Stephens - Marianne Strengell - Kazuhide Takahama - Ilmari Tapiovaara - Ufficio Tecnico - Suzanne Tick - Nob and Non Utsumi - Robert Venturi - Massimo and Lella Vignelli - Hans Wegner - Gretl and Leo Wollner - Otto Zapf - 2 x 4 |  |

(Source:  Arhivat în 21 februarie 2009, la Wayback Machine.)

## Knoll și comunitatea designerilor

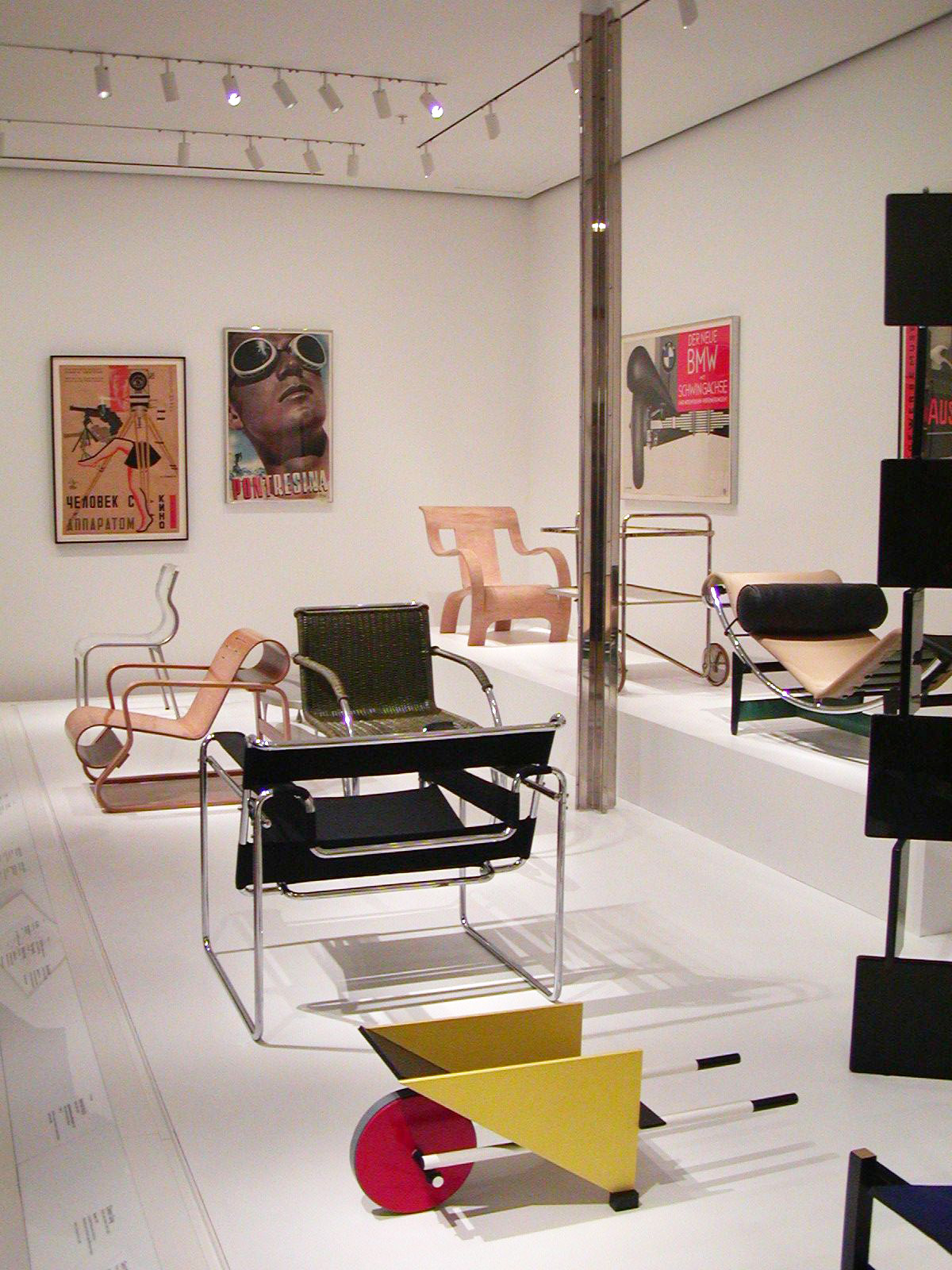
Multe din produsele companiei se găsesc expuse permanent la MOMA din New York City.

Compania Knoll organizează expoziții, oferă burse de studii și este angajată în diferite activități legate de arhitectura modernă.